# Marco polacco

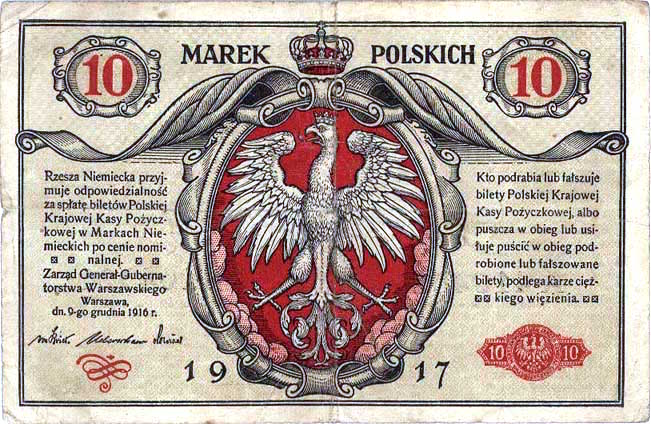
Banconota da 10 marchi del 1917

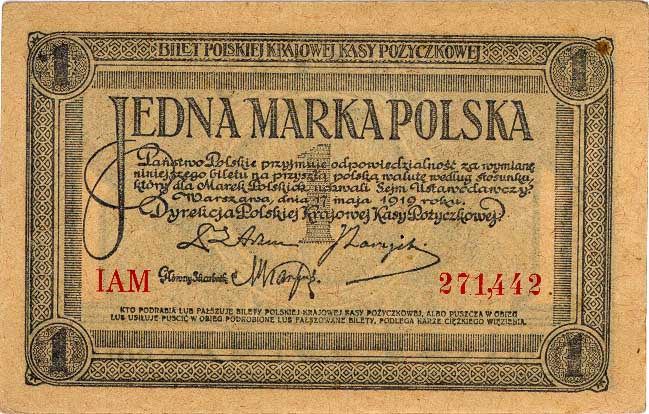
Raro esempio di banconota da 1 marco del 1919, quando non era ancora certo il nome del nuovo stato polacco, che fu quindi scritto sulle banconote come Stato polacco

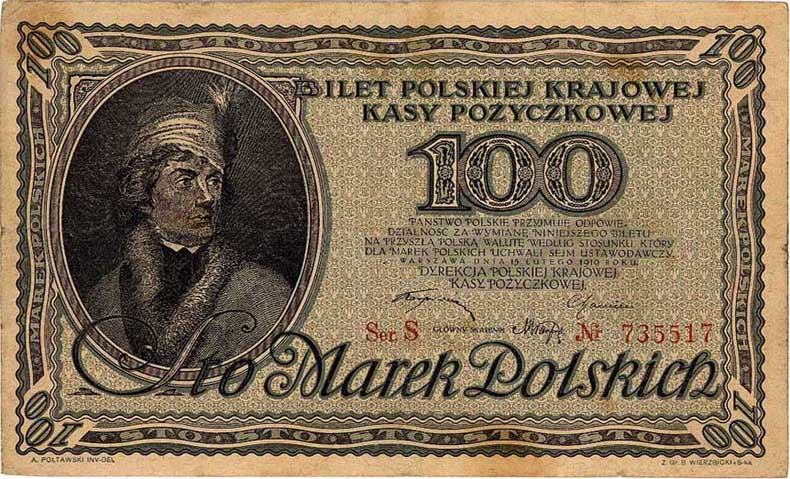
100 marchi del 1919

Il marka (marka polska, abbreviato mp, plurale marek) fu la valuta del Regno di Polonia e della Seconda Repubblica di Polonia tra il 1917 e il 1924. Era suddiviso in 100 fenigow (singolare fenig); la valuta era molto simile all'originale tedesca, sulla quale fu modellata.

## Storia
Durante la I guerra mondiale, nel 1915, dopo aver sconfitto i russi, gli Imperi Centrali occuparono l'intero territorio dell'ex-Regno del Congresso e nominarono due Governatori Generali: un tedesco (Hans Hartwig von Beseler) a Varsavia e un austro-ungarico (Karl Kuk) a Lublino. L'amministrazione civile del Paese fu lasciata nelle mani di ufficiali tedeschi (specialmente prussiani) e austriaci (perlopiù polacchi). Circolavano quattro valute: il rublo russo, il marco tedesco, il marco dell'Occupazione Tedesca e la corona austro-ungarica. Il 9 dicembre dell'anno seguente, il capo dell'Amministrazione Tedesca, Wolfgang von Kries, proclamò la fondazione di una nuova banca, chiamata la Banca di Cambio Polacca (Polska Krajowa Kasa Pożyczkowa) e la creazione di una nuova caluta, il marka, equivalente al marco tedesco. La stabilità della nuova moneta fu garantita dalla Banca Nazionale tedesca fino alla cifra di 1 miliardo di marchi.
Nel 1917 furono introdotte nuove monete (1, 5, 10 e 20 fenigow) e banconote (½, 1, 2, 5, 10, 20, 50, 100, 500 e 1000 marek) e iniziarono a sostituire le precedenti valute. Tutte le banconote erano bianche con l'Aquila Bianca della Polonia su campo rosso. All'epoca dell'Armistizio dell'11 novembre 1918 c'erano già 880 milioni di marchi in circolazione. Il nuovo governo polacco decise di mantenere il marka come valuta e di permettere alla Banca di Cambio di continuare a esistere. L'anno seguente, le banconote fatte in Germania furono rimpiazzate con nuove banconote, recanti motivi storici polacchi. Le banconote da 10, 20 e 500 marchi mostravano un ritratto della Regina Jadwiga di Polonia, mentre le banconote da 5, 10, 100 e 1000 marchi mostravano Tadeusz Kościuszko. Fu studiata una moneta d'argento da 50 marchi, ma non fu mai emessa, a causa dell'inflazione galoppante.
Il Paese, già devastato da 123 anni di Spartizione della Polonia e da 5 anni di guerra, affrontò una serie di scontri armati, che paralizzarono ancora di più l'economia. Nel 1920, durante la guerra polacco-bolscevica, vennero introdotte nuove banconote da 0,50 marchi con Kościuszko e da 5000 marchi con sia la Regina sia Kościuszko. C'erano all'epoca 5 miliardi di marchi in circolazione. Divenne necessario stampare banconote da 10.000 e da 50.000 marchi; all'inizio dell'anno l'inflazione crebbe con maggiore velocità e furono pertanto introdotte banconote sempre più grandi: 100.000, 250.000, 500.000 e 1 milione di marchi, fino a tagli da 5 e 10 milioni verso la fine dell'anno. Iniziò in quel momento la riforma finanziaria di Władysław Grabski. Il 14 aprile 1924, il Narodowy Bank Polski fu proclamato nuova banca centrale della Polonia. Il marka fu scambiato con una nuova valuta, basata sull'oro, detta Złoty polacco, al cambio di 1.800.000 marchi per 1 Złoty polacco. Un dollaro statunitense valeva allora 5,18 Złoty polacchi, o 9.324.000 marchi polacchi.

## Tassi di cambio
Tasso di cambio di 1 dollaro statunitense in marchi polacchi:
- 1919 - 1 dollaro=90 marchi
- 1921 - 1 dollaro=6.000 marchi
- maggio 1923 - 1 dollaro=52.000 marchi
- luglio 1923 - 1 dollaro=140.000 marchi
- Inizio di novembre 1923 - 1 dollaro=2.000.000 marchi
- Fine di novembre 1923 - 1 dollaro=5.000.000 marchi
- gennaio 1924 - 1 dollaro=9.300.000 marchi